# Carlos Zanón
Carlos Zanón (Barcelona, 1 de mayo de 1966) poeta, novelista, guionista, articulista y crítico literario. Su dedicación a la novela negra ha hecho que se haya emparentado su obra con la de autores como Vázquez Montalbán o Jim Thompson.

## Historia
Nació en Barcelona el 1 de mayo de 1966, es licenciado en Derecho. En el año 1981 publicó sus primeros poemas, ganando en 1986 el Accésit de Poesía del Plaza Janés con Fui una noche triste. Ese mismo año ganó el primer premio del Certamen de Cuento Plaza Janés con 'Gorda'.
En 1989 publicó su primer libro de poemas, El sabor de tu boca borracha, que el año anterior tuvo una mención especial Premio Anthropos de Poesía. En 1990 fue finalista del Premio Nacional de Poesía Ciudad de Irún con el libro En el parque de los osos, y debutó en el mundo cinematográfico como guionista de los cortos Métode y Escritó, escritó a cargo de la productora Polidexter. En 1991 colaboró con dos piezas teatrales –Avorrit y Rosie- en el montaje ‘SI SI SI TI VI ZRI’ a cargo de Flux Teatre. Ese mismo año salió la segunda edición de El sabor de tu boca borracha.
En el año 1993 hizo su primera incursión en el mundo de la música como componente y letrista del grupo Alicia Golpea editando Cante mexicano (Discos Homemade). Además fue coguionista del corto Me odio y quiero morir: diario de un pollo grunge a cargo de la productora Polidexter. En el año 1994 Alicia Golpea editó Locos en tiempo perdido (Discos Homemade). En 1996 publicó su segundo libro de poesía Ilusiones y sueños de 10.000 maletas (Madrid, Ed.Libertarias/Prodhufi). A su vez Alicia Golpea editó La Báscula. Directo (Discos Homemade). En ese tiempo colaboró como crítico literario en la revista Ajoblanco.
En 1998 publicó su primer libro de temática musical Bee Gees: La importancia de ser un grupo pop (Editorial Júcar). En 2001 se publicó En el parque de los osos (Ed. Ayuntamiento de Málaga) un libro de poesía con prólogo de Jordi Virallonga. Ganó el Segundo Premio de Narrativa EPSON con el relato Elvis Presley, Rey del Universo, y fue Accésit II en el concurso de Narració Corta ICAB con el relato Decepciones amorosas, babuinos machos y mendigas bosnias. En esa época empezó a colaborar como crítico literario con el diario AVUI, relación que se mantiene regularmente hasta la actualidad.
En el año 2003 publicó su segundo libro de temática musical De Ville: El hombre a quien Rosita robó el televisor (Editorial Milenio). Y fue incluido en la Antología de Manuel Rico Por estar aquí. Antología de poetas catalanes en castellano (1980-2003) (Ed.Bartleby) y en la antología 11 M: Poemas contra el olvido con el poema inédito Si existe un paraíso. En el 2004 consiguió el premio Valencia de Poesía con el libro Algunas maneras de olvidar a Gengis Khan (Ed.Hiperion) que fue publicado en noviembre. Ese mimo año colaboró como letrista en el tema «El hijo de nadie» para el disco de Loquillo & Trogloditas Arte y ensayo. Además colaboró como articulista en la revista musical RUTA 66. Desde ese año coordina en la biblioteca 'El Carmel-Juan Marsé' de Barcelona el Ciclo 'Els Narradors del Carmel'.
En el año 2008 dio un giro a su carrera publicando su primera novela Nadie ama a un hombre bueno (Editorial Quadrivium). El año siguiente participó en el guion de Érase una vez Juan Marsé junto a Nuria Villazán para la productora Alea, y publicó Tarde, mal y nunca (Saymon Ediciones) que al año siguiente se convirtió en Premio Brigada 21 a Mejor Primera Novela en Castellano 2009 y finalista del Memorial Silverio Cañada a Mejor Primera Novela Negra 2009. En este mismo año publicó Tictac tictac (Ediciones Carena), su quinto libro de poesía.
En 2011 se editó en la colección Serie Negra de la editorial RBA la novela Tarde, mal y nunca, comprando la editorial Edizioni los derechos de la misma para la traducción al italiano, la editorial Other Press NY para la traducción al inglés, la editorial Asphalte para su traducción al francés y para la edición en Países Bajos la editorial De Geus. Ese mismo año en formato digital se editó, dentro de la colección Bichos de la web Sigueleyendo, el cuento El gato con botas de gamuza azul una revisión del clásico infantil de una manera distinta.
En enero del año 2012 se editó en RBA Colección Serie Negra No llames a casa, su tercera novela, de la cual el director vasco Daniel Calparsoro tiene los derechos para su adaptación cinematográfica, tras el éxito de lanzamiento de la misma se publicó su segunda edición en febrero del 2012. En mayo de 2013 No llames a Casa obtuvo el premio de mejor novela en el certamen Valencia Negra.
En enero de 2014 publica Yo fui Johnny Thunders, una novela que le ha consolidado en el mundo de la novela negra como uno de los autores más prometedores del género ya que su estilo literario es comparado con el autor Jim Thompson.
En 2015 ha sido galardonado con el Premio Hammet en el marco de la Semana negra de Gijón, por su novela Yo fui Johnny Thunders. En 2018 recibió el encargo de la editorial Planeta de resucitar el personaje del detective Pepe Carvalho del difunto escritor Manuel Vázquez Montalbán. Lo hizo con una nueva novela negra en 2019: Carvalho: problemas de identidad, que no ha disgustado a la crítica.

## Obras
- El sabor de tu boca borracha, 1989 (Editorial nínfula)
- Bee Gees: la importancia de ser un grupo pop, 1993 (Ediciones Júcar. Colección Los Juglares)
- Ilusiones y sueños de 10.000 maletas, 1996 (Editorial Libertarias/Prodhufi)
- En el parque de los osos, 2000 (Málaga)
- Por vivir aquí. antología de poetas catalanes en castellano (1980-2003), 2003 (Bartleby Ediciones)
- 11-m: poemas contra el olvido, 2003 (Bartleby Ediciones)
- Willy de ville: el hombre a quien rosita robó el televisor, 2003 (Editorial Milenio)
- Algunas maneras de olvidar a Gengis Khan, 2004 (Editorial Hiperión)
- Nadie ama un hombre bueno, 2008 (Editorial Quadrivium)
- Tarde, mal y nunca, 2009 (Editorial RBA)
- Tic Tac Tic Tac, 2010 (Ediciones Carena)
- El gato con botas de gamuza azul, 2011
- No llames a casa, 2012 (Editorial RBA)
- Yo vivía aquí, 2013 (Playa Ákaba)
- Yo fui Johnny Thunders, 2014 (Editorial RBA)
- Marley estaba muerto, 2015 (Editorial RBA)
- Banco de sangre, 2017 (Editorial Espasa)
- Taxi, 2017 (Ediciones Salamandra)
- Carvalho: problemas de identidad, 2019 (Editorial Planeta).
- Love song, 2022 (Ediciones Salamandra)